# 春 (ドビュッシー)
交響組曲『春』（はる、Printemps ）は、クロード・ドビュッシーの管弦楽曲。原曲はドビュッシーが20代の時に書かれたが、現在演奏されるのはドビュッシーの晩年にアンリ・ビュッセルがオーケストレーションを行った版である。

## 作曲の経緯

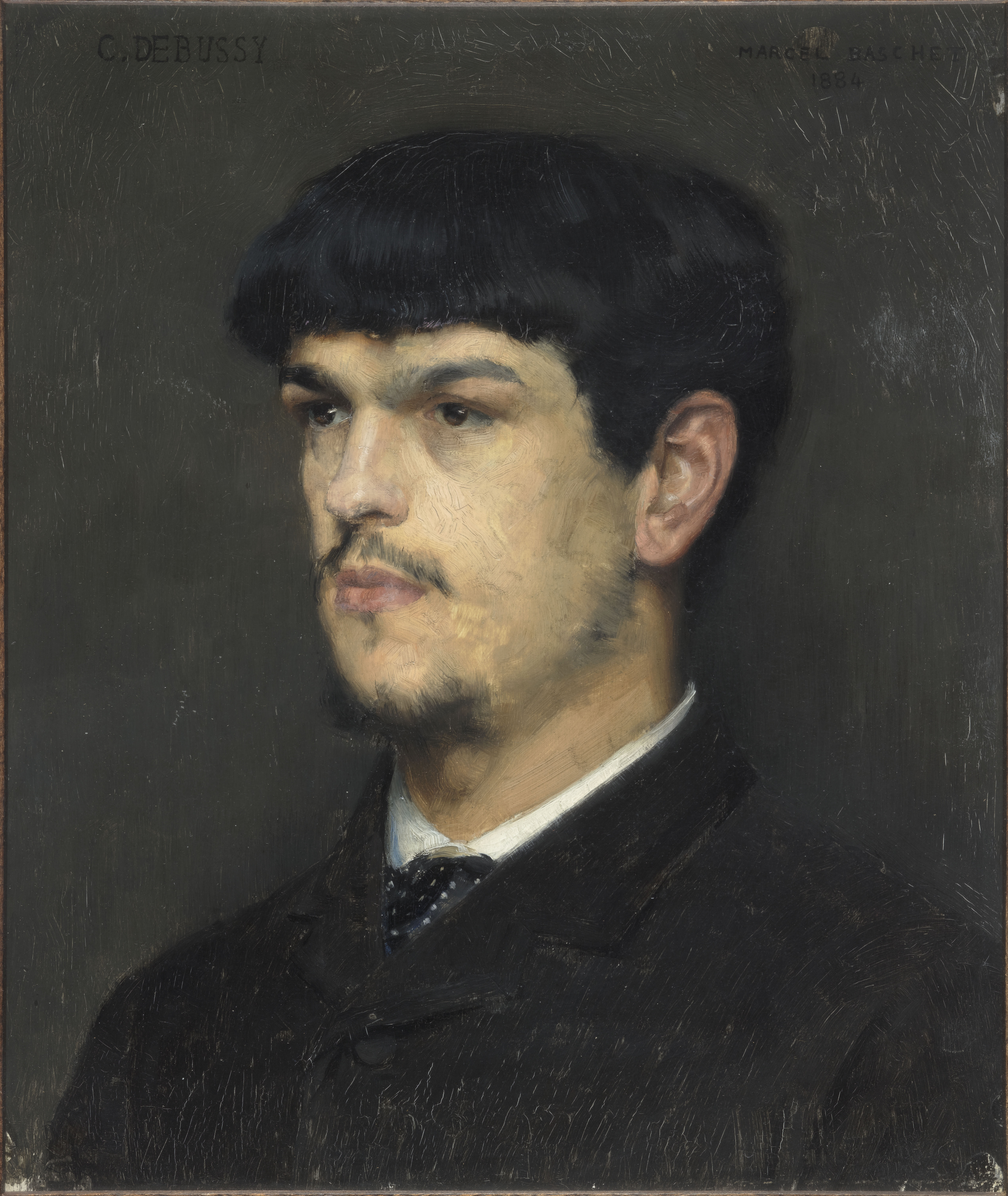
ローマ大賞受賞当時のドビュッシー《1884年》。その恩典としてのローマ留学生活の中で『春』を2台ピアノと合唱のための作品として書き上げている。

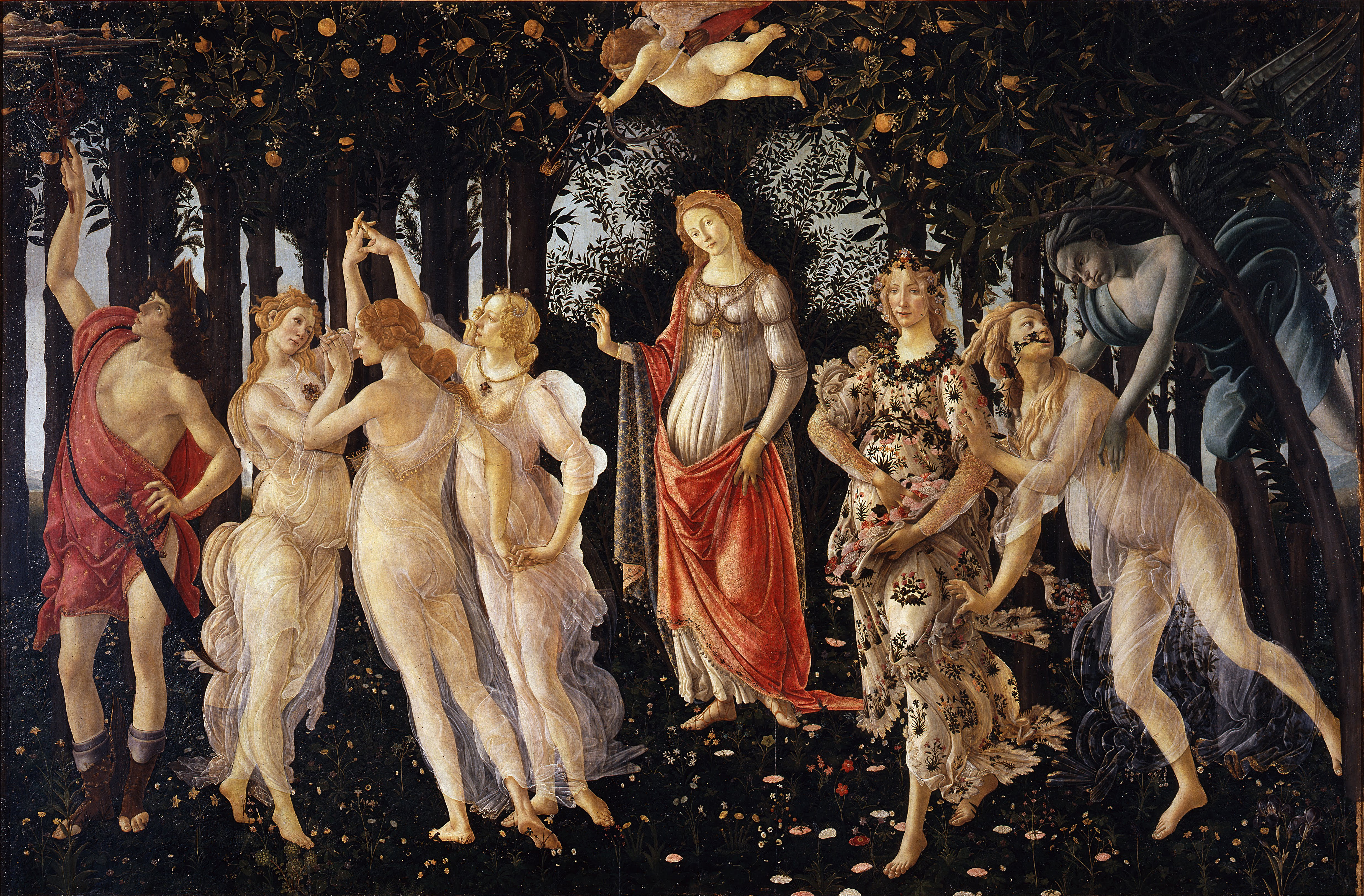
ボッティチェッリ作、プリマヴェーラ（1482年頃）

ドビュッシーは1884年にカンタータ『放蕩息子』でローマ大賞を獲得し、ローマのヴィラ・メディチ（メディチ荘）へ留学した。しかし、ローマでの留学生活は性に合わず、2年で切り上げた。留学作品として作曲されたのは『ズレイマ』（現存しない）、『春』、『選ばれた乙女』、『ピアノと管弦楽のための幻想曲』の4曲であるが、後2者はパリに帰ってから作曲している。
これらの中で『春』は、ボッティチェッリの名画『プリマヴェーラ（春）』と、絵画部門のローマ大賞受賞者の同名作品からのインスピレーションを得て作曲したといわれ、1886年から1887年にかけて作曲された。
1887年2月にヴィラ・メディチで合唱と2台ピアノの版を完成した後、パリでオーケストレーションを完成している。しかし『春』が提出された際、芸術アカデミーは「管弦楽曲にはふさわしくない嬰ヘ長調」（サン＝サーンス）、「漠然とした印象主義」などと酷評し、受理しなかった。
この時の版の編成は、管弦楽に2台のピアノ、女声合唱が加わるものであった。合唱はヴォカリーズで歌われ、あくまでオーケストラの一部として考えられるべきだと、ドビュッシーはショーソンへの手紙で語っており、後の『夜想曲』の第3曲「シレーヌ」での合唱の使用法の先駆をなしていたのではないかと推測される。
この版はその後、製本所の火災によって焼失した。しかし、合唱と2台ピアノの版は残っていて、1904年に出版されている。1912年になって、ドビュッシーの指示を受けたアンリ・ビュッセルが、元の合唱部分も管弦楽で奏する形での新たなオーケストレーションを行った。なお、ビュッセルはこれ以前に『小組曲』のオーケストレーションも行っている。
初演はビュッセルの版で1913年4月18日、パリのサル・ガヴォーにおける国民音楽協会の演奏会にて、ルネ・バトンの指揮により行われた。

## 楽器編成
ピアノ2、フルート2（ピッコロ1持ち替え）、オーボエ、コーラングレ、クラリネット2、ファゴット2、ホルン4、トランペット2、トロンボーン3、ティンパニ、シンバル、トライアングル、大太鼓、小太鼓、ハープ、弦五部

## 演奏時間
全曲で約16分（各9分、7分）。

## 楽曲構成
緩・急の2楽章からなり、主題は両楽章で共通している。
- 第1楽章 トレ・モデレ（Très modéré） 8分の9拍子
- 第2楽章 モデレ（Modéré） 4分の4拍子